# Bartolomeo Uliari
Bartolomeo Uliari, O.F.M. (Pádua, cerca de 1320 – Gaeta, 16 de abril de 1396) foi um frei e cardeal vêneto da Igreja Católica, que foi bispo de Florença.

## Biografia
Estudou na Universidade de Pádua (divina ed umane scienze; obteve um doutorado em filosofia). Entrou na Ordem dos Frades Menores no convento de Pádua (anexado a esse mosteiro está a Basílica de Santo Antônio de Pádua, onde são venerados os restos mortais do santo). Ele obteve um doutorado no direito canônico (decretorum) e provavelmente também na teologia.
Ele ensinou em vários conventos de sua ordem. Entre as obras que escreveu estão Quodlibeta Theologica, agora perdido, Commentaria in quatuor Evangelia e Sermones de Tempora, et de Sanctis. Tentando remediar os problemas doutrinários e morais causados pelo Grande Cisma na Itália, dedicou-se a pregar em várias cidades e vilas da Marca Trevigiana, Lombardia, Toscana e Marca Anconitana. Com a morte do bispo de Ancona, Giovanni Tedeschi, O.E.S.A., em 1380, imploraram ao Papa Urbano VI que nomeasse o padre Bartolomeo Uliari, O.F.M., para ocupar a sé. O pontífice concordou com o pedido.
Foi eleito bispo de Ancona em 1381. Devido aos distúrbios ocasionados pelos cismáticos, ele teve que buscar refúgio na Toscana. Ele foi nomeado arcebispo de Creta em 1383, mas não pôde ocupar a sé. Em 1385, ele pregou em Florença e era muito estimado pelos cidadãos. Quando o cardeal Angelo Acciaioli renunciou à Diocese de Florença, o povo proclamou o bispo Uliari seu novo bispo e o Papa Urbano VI aprovou a eleição. Ele foi transferido para a sé de Florença em 9 de dezembro de 1385 e ocupou a sé até sua promoção ao cardinalato, mantendo a sé de Ancona in commendam.
Foi criado cardeal pelo Papa Bonifácio IX no Consistório de 18 de dezembro de 1389, recebendo o título de cardeal-presbítero de Santa Pudenciana.
Em 1393 foi nomeado primeiro abade commendatario da abadia de San Cristoforo di Castel di Durante, na diocese de Urbino. Pouco depois, no mesmo ano, foi nomeado legado no reino de Nápoles, um feudo da Santa Sé, cujo rei foi Ladislau, filho do rei Carlos III de Durazzo. O rei Ladislau, embora fosse um menino de quatorze anos, foi coroado em maio de 1390 pelo cardeal Angelo Acciaioli, então legado do Papa Bonifácio IX em Nápoles. O jovem rei teve que defender seu trono contra Luís II de Anjou, que buscava o apoio dos barões napolitanos. O papa, desejando devolver o reino à obediência do rei Ladislau e para deter a divisão interna causada pelo cisma, enviou o cardeal Bartolomeo Uliari como seu legado a Nápoles, com amplos poderes. Uliari foi muito bem-sucedido em sua missão e foi para Gaeta, onde o rei Ladislau havia buscado proteção. Enquanto estava em Gaeta, o cardeal Uliari foi convidado pelo papa a perguntar ao rei Martinho I da Sicília, que favoreceu o partido do Antipapa Bento XIII, para se submeter a Roma. Quando o cardeal estava prestes a partir em sua nova missão, ele adoeceu gravemente.
Morreu em 16 de abril de 1396, em Gaeta.